# バーバラ・ウォーカー
バーバラ・ウォーカー（Barbara G. Walker、ペンシルベニア州フィラデルフィア出身、1930年7月2日 - ）は、アメリカ合衆国の作家、フェミニストである。彼女は新石器時代の原インド・ヨーロッパ人 (en:Pre-Indo-European) 社会に母権社会 (en:matriarchy) が存在していたと信じており、ネオペイガニズムの観点からの、宗教、神話、文化人類学、スピリチュアリティに関する著作を残している。 彼女はこれら新石器時代の母権社会について論ずるさい、しばしば地母神のイメージを持ち出す。彼女の最も重要な著作は1983年に著した『失われた女神たちの復権』 ("The Woman's Encyclopedia of Myths and Secrets") である。彼女はまた影響力のある手編み (knitting) の専門家でもあり、手編みのパターンを研究した百科辞典のような参考書も残している。
バーバラ・ウォーカーは自身が無神論者であると述べている。 彼女は著書 "The Skeptical Feminist: Discovering the Virgin, Mother, and Crone" の中で、いずれの神も信仰していないと語っている。しかしながら、彼女は人々、特に女性が、彼女たちの日々の生活に女神のイメージを活かすことは可能だと信じている。彼女の著書 "Woman's Rituals: A Sourcebook" は、彼女がどのようにして「瞑想術」 (meditation techniques) を実践しているかを示そうとする試みであり、また他の女性が同じく「瞑想術」を行うための指南書でもある。
1960年代から1970年代にかけて、彼女は複数巻の、その包括的な記述と明快さによって類書の目標となりうるような手編みの参考書を著した。彼女の編物の参考書には一千を越す異なったパターンが載っている。また一方、西洋の伝統的な編み物ではよく用いられている裾から上へと編んでいくやり方ではなく、首回りから裾下へと編んでいくやり方で上着を編んだり、モザイク風に多色模様を編むという方法が考究されている。彼女は今でも、手編みに関する書籍への新たな寄稿や、1990年代中頃から始まった多くの著作の再版という形で、編物の分野での業績を積み上げている。
バーバラ・ウォーカーはペンシルベニア大学で新聞学を修め、ワシントンD.C.のワシントン・スターで働き始めた。1970年代中頃、地域の身の上相談電話係として働く中、虐待を受ける女性や妊娠した若年者を救うために、フェミニズムに関心を抱き始めた。1993年に彼女はアメリカ人道主義協会 (American Humanist Association) によって「人道主義のヒロイン」 (Humanist Heroine) に選ばれ、そして1995年には「女性史を作りあげた女性」 (Women Making Herstory) という賞をニュージャージーの全米女性機構 (NOW) から貰い受けている。

## 著作

### 英語
- A treasury of knitting patterns (1968) ISBN 0-942018-16-8 (reprint edition 1998)
- The craft of lace knitting (1971) ISBN 0-684-12503-X
- The craft of cable-stitch knitting (1971) ISBN 0-684-12500-5
- Knitting from the top (1972) ISBN 0-942018-09-5 (reprint edition)
- The craft of multicolor knitting (1973) ISBN 0-684-13405-5
- Sampler knitting (1973) ISBN 0-684-13263-X (reprinted in A fourth treasury (2000))
- Learn-to-knit-afghan book (1974) ISBN 0-942018-13-3 (reprint edition 1997)
- Mosaic knitting (1976) ISBN 0-684-14243-0(revised in 1997)
- The woman's encyclopedia of myths and secrets (1983) ISBN 0-06-250925-X
- A second treasury of knitting patterns (1985) ISBN 0-942018-17-6 (reprint edition 1998)
- The secrets of the tarot: origins, history, and symbolism (1984) ISBN 0-06-250927-6
- Charted knitting designs: a third treasury of knitting patterns (1986) ISBN 0-942018-18-4 (reprint edition 1998)
- Barbara Walker Tarot Deck (Misc. Supplies) (1986) ISBN 1-931412-72-3
- The skeptical feminist: discovering the virgin, mother, and crone (1987) ISBN 0-06-250932-2
- The woman's dictionary of symbols and sacred objects (1988) ISBN 0-06-250923-3
- The crone: woman of age, wisdom, and power (1988) ISBN 0-06-250934-9
- The book of sacred stones: fact and fallacy in the crystal world (1989, with en:Werner P. Brodde) ISBN 0-06-250921-7
- Women's rituals: a sourcebook (1990) ISBN 0-06-250939-X
- Amazon: a novel (1992) ISBN 0-06-250975-6
- Feminist fairy tales (1996) ISBN 0-06-251320-6
- Women And Religion: Sexism In The Christian Tradition (1997) [speech] https://web.archive.org/web/20041220054323/http://ffrf.org/fttoday/1998/jan_feb98/walker.html
- Restoring the goddess: equal rites for modern women (2000) ISBN 1-57392-786-4
- A fourth treasury of knitting patterns (2000) ISBN 0-942018-20-6 (includes Sampler knitting (1973))
- The essential handbook of women's spirituality and ritual (2001) ISBN 1-931412-64-2
- I Ching of the Goddess: Divination Kit (Boxed Set with Cards) (2001) ISBN 1-931412-72-3
- Mosaic knitting, revised (2006) ISBN 0-942018-15-X

### 日本語訳
- 『神話・伝承事典 失われた女神たちの復権』、山下主一郎他共訳、大修館書店、1988年、ISBN 978-4469012200。
  - "The Woman's Encyclopedia of Myths and Secrets" の翻訳。
- 『タロットの秘密 その神秘な歴史と大秘儀・小秘儀』、寺沢明美訳、魔女の家BOOKS、1992年。
  - "The secrets of the tarot: origins, history, and symbolism" の翻訳。